# 무등기 전국고교야구대회
무등기 전국고교야구대회(無等旗全國高敎野球大會)는 1993년부터 2010년까지 대한야구협회와 광주일보의 주최로 광주무등경기장 야구장에서 열렸던 고교야구대회이다.

## 역대 대회
| 회수 | 연도   |                  | 우승                 | 준우승                            | 준결승 |
| ---- | ------ | ---------------- | -------------------- | --------------------------------- | ------ |
| 01   | 1993년 | 광주제일고등학교 | 동대문상업고등학교   | 광주진흥고등학교 충암고등학교     |        |
| 02   | 1994년 | 광주진흥고등학교 | 경북고등학교         | 광주제일고등학교 성남고등학교     |        |
| 03   | 1995년 | 광주진흥고등학교 | 서울고등학교         | 광주제일고등학교 광주상업고등학교 |        |
| 04   | 1996년 | 광주상업고등학교 | 배재고등학교         | 경북고등학교 장충고등학교         |        |
| 05   | 1997년 | 동산고등학교     | 서울고등학교         | 경북고등학교 성남서고등학교       |        |
| 06   | 1998년 | 광주제일고등학교 | 덕수정보산업고등학교 | 공주고등학교 마산상업고등학교     |        |
| 07   | 1999년 | 광주상업고등학교 | 경북고등학교         | 광주제일고등학교 원주고등학교     |        |
| 08   | 2000년 | 광주동성고등학교 | 전주고등학교         | 동산고등학교 마산용마고등학교     |        |
| 09   | 2001년 | 배명고등학교     | 대전고등학교         | 경북고등학교 광주진흥고등학교     |        |
| 10   | 2002년 | 광주제일고등학교 | 선린인터넷고등학교   | 북일고등학교 포항제철공업고등학교 |        |
| 11   | 2003년 | 광주제일고등학교 | 야탑고등학교         | 광주동성고등학교 충암고등학교     |        |
| 12   | 2004년 | 북일고등학교     | 광주진흥고등학교     | 광주동성고등학교 광주제일고등학교 |        |
| 13   | 2005년 | 광주진흥고등학교 | 구미전자공업고등학교 | 경동고등학교 부산공업고등학교     |        |
| 14   | 2006년 | 장충고등학교     | 광주동성고등학교     | 광주제일고등학교 중앙고등학교     |        |
| 15   | 2007년 | 청원고등학교     | 마산고등학교         | 광주제일고등학교 휘문고등학교     |        |
| 16   | 2008년 | 개성고등학교     | 장충고등학교         | 광주동성고등학교 야탑고등학교     |        |
| 17   | 2009년 | 북일고등학교     | 충암고등학교         | 경북고등학교 휘문고등학교         |        |

### 최우수선수
| 수상 |        |                   |
| ---- | ------ | ----------------- |
| 수상 | 1993년 | 김태형 (광주제일) |
| 수상 | 1994년 | 김상진 (광주진흥) |
| 수상 | 1995년 | 김정진 (광주진흥) |
| 수상 | 1996년 | 유찬 (광주상업)   |
| 수상 | 1997년 | 한상준 (동산)     |
| 수상 | 1998년 | 조영민 (광주제일) |
| 수상 | 1999년 | 박남섭 (광주상업) |
| 수상 | 2000년 | 남민 (광주동성)   |
| 수상 | 2001년 | 이인철 (배명)     |
| 수상 | 2002년 | 김성계 (광주제일) |
| 수상 | 2003년 | 여건욱 (광주제일) |
| 수상 | 2004년 | 유원상 (북일)     |
| 수상 | 2005년 | 정영일 (광주진흥) |
| 수상 | 2006년 | 박민석 (장충)     |
| 수상 | 2007년 | 박상옥 (청원)     |
| 수상 | 2008년 | 김민식 (개성)     |
| 수상 | 2009년 | 송윤준 (북일)     |

## 대회 집계
| 순위 | 학교                 |     | 우승 | 준우승 | 준결승 |
| ---- | -------------------- | --- | ---- | ------ | ------ |
| 1    | 광주제일고등학교     | 4회 |      | 6회    |        |
| 2    | 광주동성고등학교     | 3회 | 1회  | 4회    |        |
| 3    | 광주진흥고등학교     | 3회 | 1회  | 2회    |        |
| 4    | 북일고등학교         | 2회 |      | 1회    |        |
| 5    | 장충고등학교         | 1회 | 1회  | 1회    |        |
| 6    | 청원고등학교         | 1회 | 1회  |        |        |
| 7    | 동산고등학교         | 1회 |      | 1회    |        |
| 8    | 개성고등학교         | 1회 |      |        |        |
| 8    | 배명고등학교         | 1회 |      |        |        |
| 10   | 경북고등학교         |     | 2회  | 4회    |        |
| 11   | 서울고등학교         |     | 2회  |        |        |
| 12   | 충암고등학교         |     | 1회  | 2회    |        |
| 13   | 야탑고등학교         |     | 1회  | 1회    |        |
| 14   | 구미전자공업고등학교 |     | 1회  |        |        |
| 14   | 덕수고등학교         |     | 1회  |        |        |
| 14   | 대전고등학교         |     | 1회  |        |        |
| 14   | 마산고등학교         |     | 1회  |        |        |
| 14   | 배재고등학교         |     | 1회  |        |        |
| 14   | 선린인터넷고등학교   |     | 1회  |        |        |
| 14   | 전주고등학교         |     | 1회  |        |        |
| 21   | 마산용마고등학교     |     |      | 2회    |        |
| 21   | 휘문고등학교         |     |      | 2회    |        |
| 23   | 경동고등학교         |     |      | 1회    |        |
| 23   | 공주고등학교         |     |      | 1회    |        |
| 23   | 부산공업고등학교     |     |      | 1회    |        |
| 23   | 성남고등학교         |     |      | 1회    |        |
| 23   | 성남서고등학교       |     |      | 1회    |        |
| 23   | 원주고등학교         |     |      | 1회    |        |
| 23   | 중앙고등학교         |     |      | 1회    |        |
| 23   | 포항제철공업고등학교 |     |      | 1회    |        |